# Laudun-l'Ardoise
Laudun-l'Ardoise is een gemeente in het Franse departement Gard (regio Occitanie). De plaats maakt deel uit van het arrondissement Nîmes. Laudun-l'Ardoise telde op 1 januari 2022 6.673 inwoners.

## Geografie
De oppervlakte van Laudun-l'Ardoise bedroeg op 1 januari 2022 34,19 vierkante kilometer; de bevolkingsdichtheid was toen 195,2 inwoners per km².

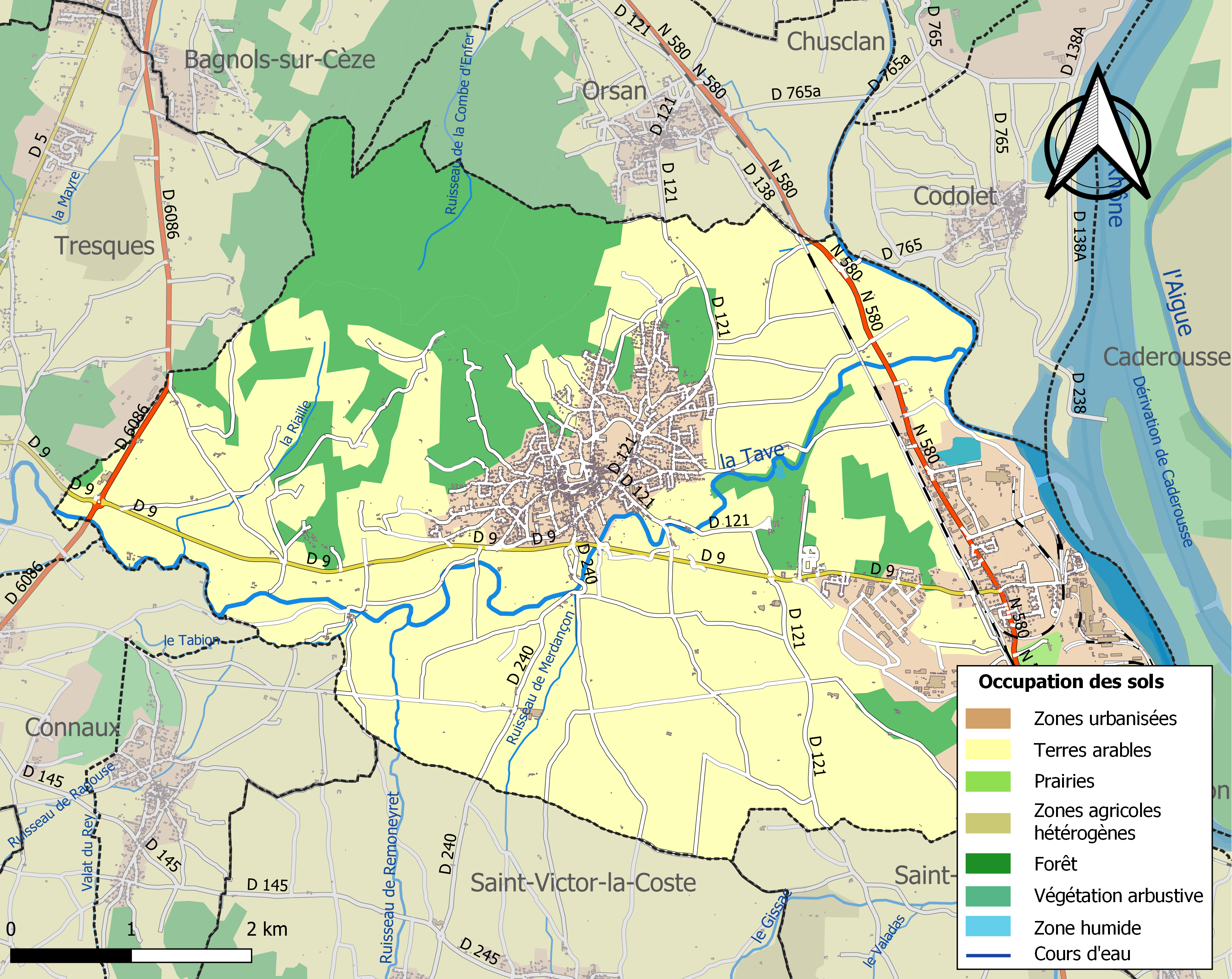
Kaart van de gemeente met belangrijkste infrastructuur, bodemgebruik en omliggende gemeenten

## Demografie
Onderstaande figuur toont het verloop van het inwonertal (bron: INSEE-tellingen).